# Fonteinbrug (Itegem)
De Fonteinbrug is een betonnen liggerbrug over de Grote Nete in Itegem, een deelgemeente van Heist-op-den-Berg in de Belgische provincie Antwerpen. De brug werd gebouwd in 1979 en ligt iets ten noorden van de Nieuwendijkbrug. De brug bestaat uit één overspanning met een totale lengte van 20 m.

## Naamgeving
De brug werd genoemd naar de nabijgelegen voormalige dorpsbrouwerij "De Fontein".